# مارك د. ميلر
مارك د. ميلر (بالإنجليزية: Mark D. Miller)‏ هو مصور أمريكي، ولد في 6 أغسطس 1891، وتوفي في 1 مايو 1970.